# 阿里亚特
阿里亚特，是西班牙安达卢西亚自治区马拉加省的一个市镇。 总面积8平方公里，总人口3543人（2001年），人口密度443人/平方公里。